# Cascata de Glandieu
A Cascata de Glandieu (em francês:  Cascade de Glandieu) é uma pequena queda de água na França que está situada em Glandieu, no departamento de Ain, entre as aldeias de Brégnier-Cordon e Saint-Benoît; o seu véu atinge um total global de 60 metros.

## Descrição
Consta em dois degraus consecutivos de cascata que transportam a água do Gland para a bacia do Ródano.
Até pouco tempo atrás havia uma pedreira de mármore perto da cascata, na área de Brégnier-Cordon, que utilizava sua energia hidrelétrica. Ainda estão em operação duas pequenas usinas hidrelétricas, uma para cada município.

## Outras imagens

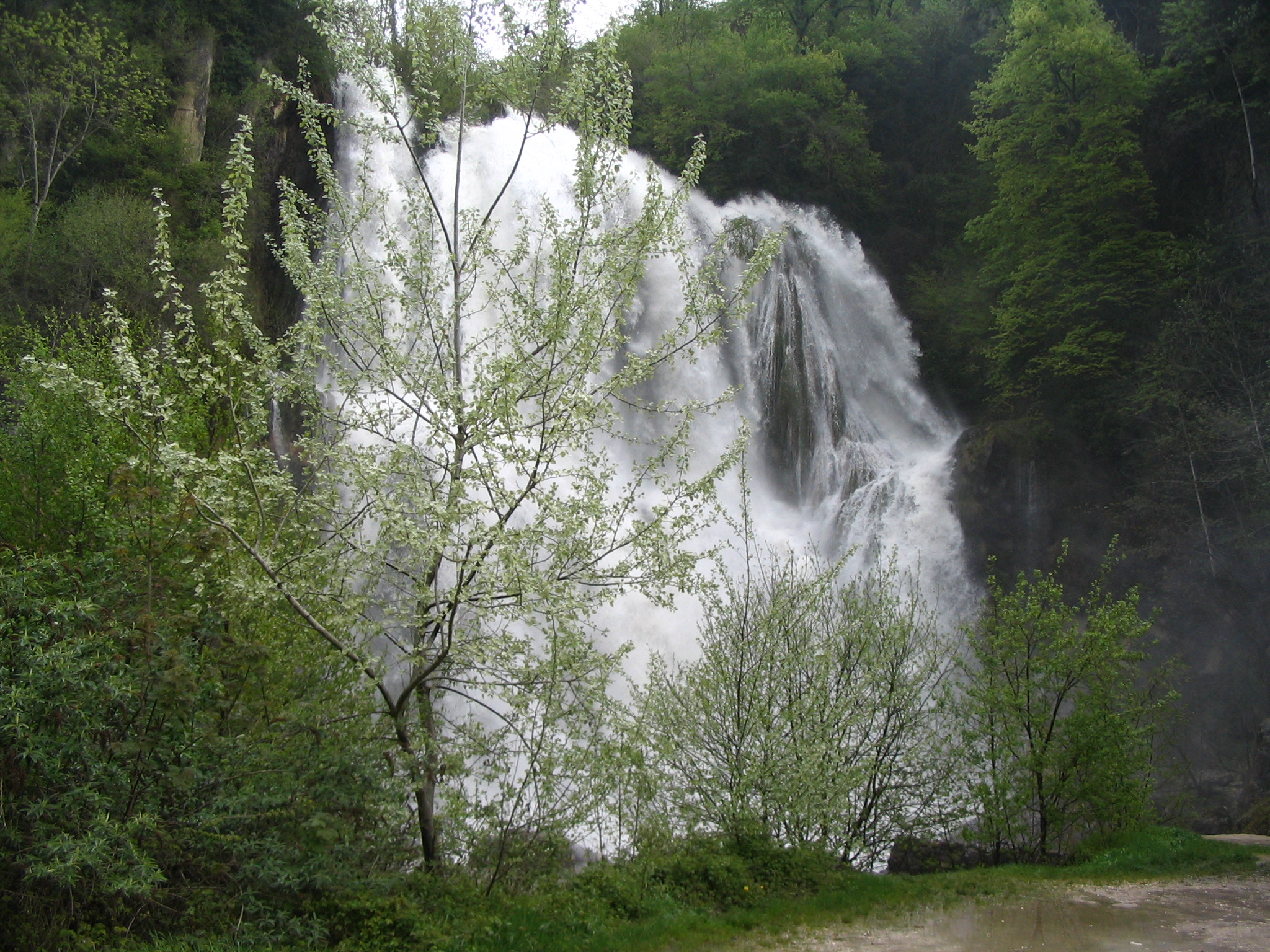
Cascata de Glandieu com a neve.
- Cascata de Glandieu.
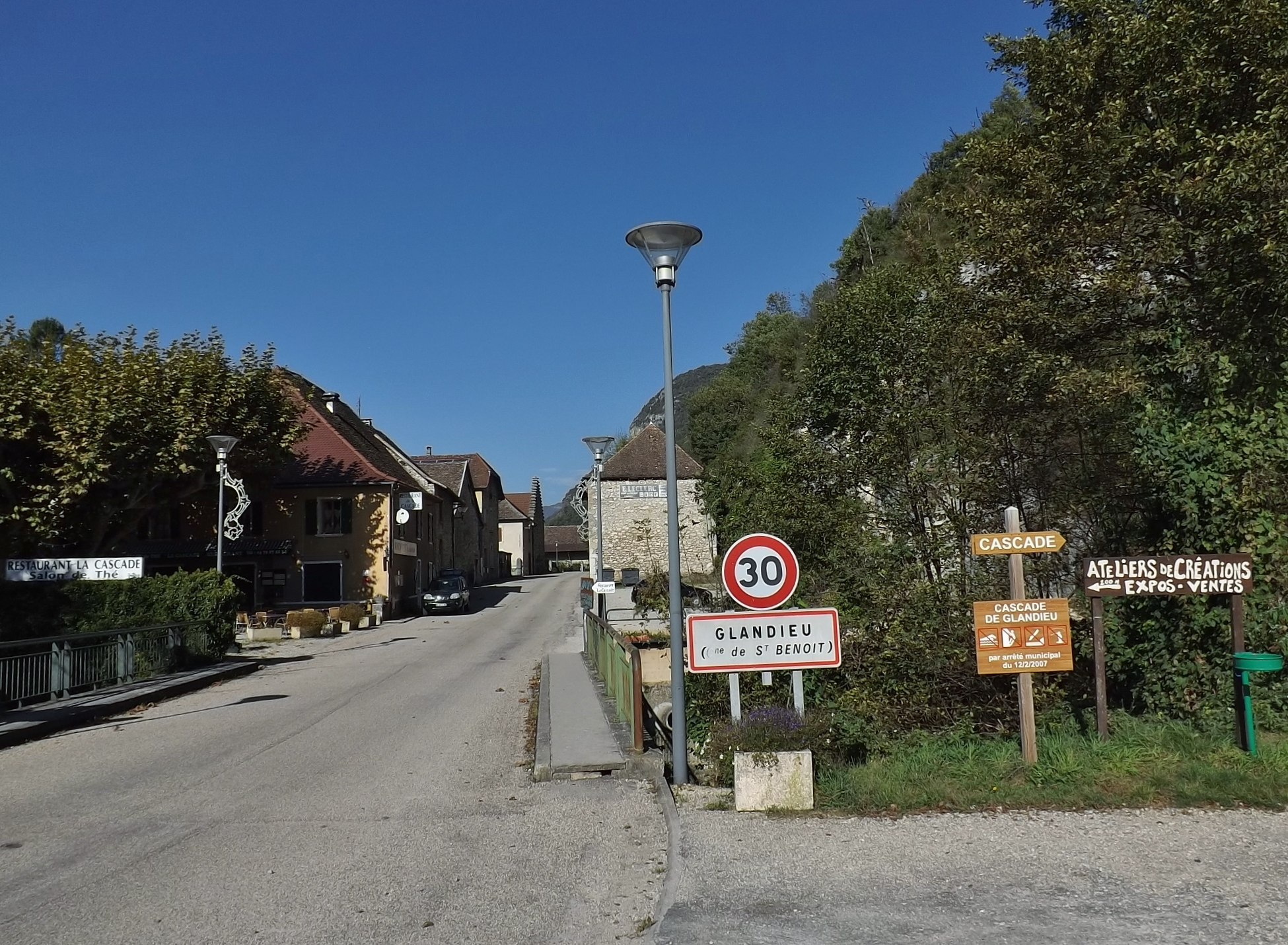
A fronteira entre Brégnier-Cordon e Saint-Benoît com, à direita, a placa que indica a cascata.